# Mairie de Neukölln
La mairie de Neukölln (Rathaus Neukölln) est le bâtiment qui héberge les bureaux du maire ainsi qu'une partie des services municipaux de l'arrondissement de Neukölln à Berlin, en Allemagne.

## Administration
La mairie de Neukölln est le principal centre administratif de l'arrondissement de Neukölln. C'est le siège du bureau du maire (Bezirksbürgermeister) et des conseillers municipaux (Bezirksstadtrat) de l'arrondissement, ainsi que de l'assemblée des délégués d'arrondissement.

### Conseil municipal

Les 55 délégués élus pour la période 2016-2021 et leurs couleurs partisanes respectives :
SPD 19
CDU 10
Die Grünen 9
AfD 8
Die Linke 7
FDP 2.

Le conseils d'arrondissement sont nommés par 55 délégués bénévoles élus pour cinq ans. La dernière élection a eu lieu le 18 septembre 2016, en parallèle des élections législatives.
Le conseil municipal d'arrondissement actuel est composé comme suit :
| Membres du conseil             | Parti                  | Délégation                                          |
| ------------------------------ | ---------------------- | --------------------------------------------------- |
| Martin Hikel, maire            | SPD                    | Finances & économie                                 |
| Falko Liecke, adjoint au maire | CDU                    | Jeunesse & santé                                    |
| Karin Korte                    | SPD                    | Éducation, culture & sport                          |
| Jochen Biedermann              | Grüne                  | Développement urbain, affaires sociales & Bürgeramt |
| Bernward Eberenz               | CDU (précédemment AfD) | Nature & environnement                              |

### Liste des maires successifs

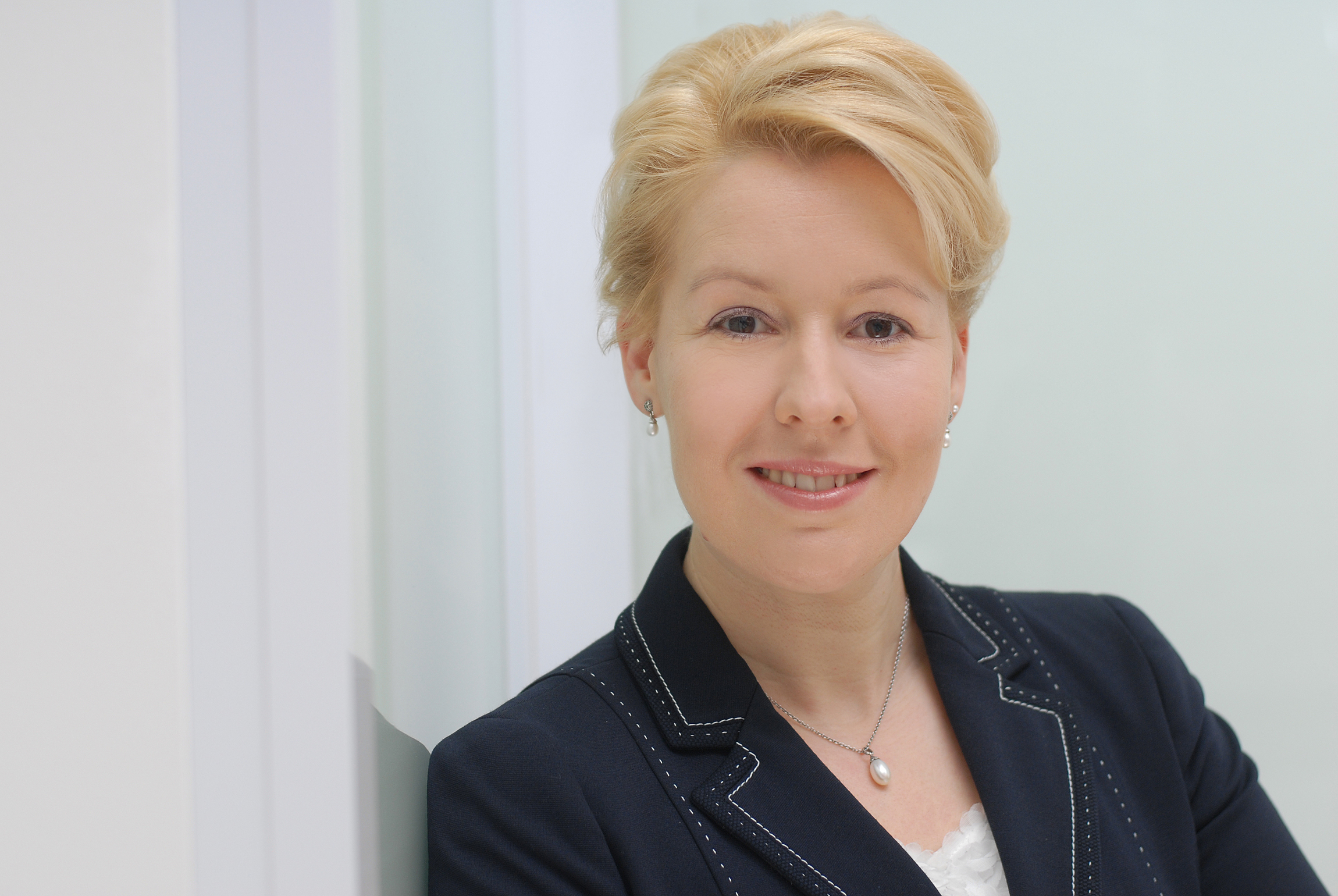
Franziska Giffey, maire de l'arrondissement de Neukölln entre 2015 et 2018 et désormais membre du gouvernement Merkel IV.

- 1920–1933 Alfred Scholz (SPD)
- 1933–1945 Kurt Samson (NSDAP)
- 1945 Martin Ohm
- 1945–1946 Heinz Pagel
- 1946 Hermann Harnisch (SPD/SED)
- 1946–1947 Wilhelm Dieckmann (SPD)
- 1947–1949 Richard Timm (SPD)
- 1949–1959 Kurt Exner (SPD)
- 1959–1971 Gerhard Lasson (SPD)
- 1971–1981 Heinz Stücklen (SPD)
- 1981–1989 Arnulf Kriedner (CDU)
- 1989–1991 Frank Bielka (SPD)
- 1991–1992 Heinz Buschkowsky (SPD)
- 1992–1995 Hans-Dieter Mey (CDU)
- 1995–2001 Bodo Manegold (CDU)
- 2001–2015 Heinz Buschkowsky (SPD)
- 2015–2018 Franziska Giffey (SPD)
- depuis 2018 Martin Hikel (SPD)